# Faqqua
Faqqua, Faqqu'a o Faqoa (in arabo فقوعة‎?, Faqqūʿa) è un villaggio palestinese della Cisgiordania, situato a 11 km dalla città di Jenin. Il vicino monte Gilboa deve il proprio nome arabo (جبل فقوعة‎, Jabal Faqqūʿa) al villaggio.
Nel 2007, Faqqua è stata occupata dalle forze armate israeliane.